# Jules Tissot
Pour les articles homonymes, voir Tissot.
Jules Tissot est un biologiste français, né le 17 février 1870 à Besançon et mort le 17 juin 1950 à Paris.

## Vie
Après sa licence de science qu’il obtient en 1890, il poursuit ses études grâce à une bourse auprès d’Auguste Chauveau (1827-1917), détenteur de la chaire de pathologie comparée du Muséum national d'histoire naturelle de Paris. Il soutient sa thèse de sciences en 1895 (intitulée Étude des phénomènes de survie dans les muscles après la mort générale) et une thèse de médecine en 1897 (Les lois du mouvement énergétique dans les muscles en contraction volontaire statique; nouvelle méthode pour l'étude des phénomènes physico-chimiques de la respiration). Nommé préparateur d'Auguste Chauveau en 1898, puis assistant en 1906, Tissot exerce la fonction de professeur intérimaire en 1909.
En 1920, il succède à Louis Lapicque (1866-1952), qui avait lui-même remplacé A. Chauveau, à la tête de la chaire de physiologie générale et comparée. En 1933, il renomme celle-ci en physiologie générale. Après un accident, il prend sa retraite en 1940 tout en poursuivant ses recherches.

## Travaux
Avec Laulanié il établit des mesures de dépense énergétique qui permettront à Chauveau de fonder ses lois du travail musculaire.
Grand expérimentateur, il perfectionne de nombreux appareils de laboratoire, notamment en relation avec la respiration (il s'intéresse notamment à l'anesthésie chloroformique). Ainsi, en 1904 il invente un spiromètre en circuit fermé. En 1907 il met au point un appareil respiratoire isolant destiné aux équipes de secours dans les mines. En 1915 il travaille à l'adaptation de cet appareil à un usage militaire contre les gaz de combat ; une première version de l'« appareil Tissot » fera l'objet d'une fabrication en nombre à partir d'avril 1916 (grand modèle) ; une deuxième version (petit modèle) est adoptée en mars 1917. Tissot invente aussi un appareil destiné à renouveler l’air des sous-marins.
Ses recherches en microbiologie l'amènent à émettre, en 1926, une théorie proche des thèses d’Antoine Béchamp (1816-1908) sur les microzymas qui seraient en fait des moisissures (ou dans un sens plus large, des champignons et levures microscopiques, objets actuels de la mycologie).  Selon Tissot, les organismes végétaux et animaux ne sont pas exactement constitués de cellules, mais de « moisissures organiques » normales qui forment la trame des tissus. Ces moisissures peuvent se transformer en « moisissures pathogènes » par végétation, ainsi les bactéries pathogènes sont des segmentations de mycélium. Tissot interprète de nombreux phénomènes physiologiques (réactions immunologiques, coagulation, phagocytose, hématopoïèse...) en termes mycologiques, toute la physiologie tend à se réduire en physiologie de reproduction des champignons. 
De même, toutes les maladies infectieuses sont ramenées à des moisissures organiques devenant pathogènes. L'agent de la tuberculose est une végétation anormale de mitochondries (éléments normaux de moisissures organiques). Tissot dresse un tableau complet de ses découvertes, où l'on peut voir, par exemple, que l'agent de la typhoïde a pour source originelle une moisissure organique du maïs, celle du typhus de l'avoine, la diphtérie de l'orge, la rougeole de la laitue, la rage de la carotte, le tétanos de la pomme de terre, et  la syphilis du singe. 
Cette théorie, qui met en cause certains aspects de la transmission des maladies découverts par Louis Pasteur (1822-1895), ne rencontre que silence et indifférence dans les milieux scientifiques, à l'exception toutefois d'un compte-rendu bienveillant paru en 1937. Considérant alors qu'il existe contre lui un complot du silence, orchestré par la direction de l'Institut Pasteur, il fonde en 1948 une association, la ligue Santé et Liberté, dont les membres refusent l’obligation des vaccinations en affirmant leur danger.  Tissot  propose de les remplacer avantageusement par l'éviction des farines de céréales dans l'alimentation des enfants.  Si son nom est souvent cité par des courants de santé non conventionnels opposés aux vaccinations, sa théorie exacte n'est jamais précisée.

## Sources
- Philippe Jaussaud & Édouard R. Brygoo (2004). Du Jardin au Muséum en 516 biographies. Muséum national d’histoire naturelle de Paris : 630 p.
- Pierre Lance, Savants maudits, chercheurs exclus (3 volumes)
- « Les appareils Tissot. », sur guerredesgaz.fr (consulté le 27 novembre 2023)
- Ligue nationale pour la liberté des vaccinations.
- ALIS (Association Liberté Information Santé).

## Œuvres
- Jules Tissot, Constitution des organismes, animaux et végétaux, causes des maladies qui les atteignent, Laboratoire de physiologie générale du muséum d’histoire naturelle, Paris, 3 vol., 1926. Imprimerie Audier et Cie, Lyon 1926.  Réédité en 1946 par le Laboratoire de physiologie générale du Muséum d'histoire naturelle.
- Jules Tissot, La Catastrophe des vaccinations obligatoires, Paris, 1948.